# Tropisetron
Tropisetron (INN) je serotoninski 5-HT3 antagonist koji se prvenstveno koristi kao antiemetik za tretman mučnine i povraćanja nakon hemoterapije. On je eksperimentalno takođe korišten kao analgetik kod obolelih od fibromialgije.

## Farmakologija
Tropisetron deluje kao selektivni 5-HT3 antagonist i α7-nikotinski agonist.

## Spoljašnje veze
- Званични веб-сајт
- Архивирано на веб-сајту  (28. септембар 2007)

|  | Molimo Vas, obratite pažnju na važno upozorenje u vezi sa temama iz oblasti medicine (zdravlja). |